# Хосеф Мартінес
Хосеф Мартінес (ісп. Josef Martínez, нар. 19 травня 1993, Валенсія) — венесуельський футболіст, нападник клубу «Атланта Юнайтед».
Виступав, зокрема, за клуби «Каракас» та «Янг Бойз», а також національну збірну Венесуели.

## Клубна кар'єра
У професійному футболі дебютував 2010 року виступами за команду клубу «Каракас», в якій провів два сезони, взявши участь у 36 матчах чемпіонату.
Своєю грою за цю команду привернув увагу представників тренерського штабу клубу «Янг Бойз», до складу якого приєднався 2012 року. Відіграв за бернську команду наступні два сезони своєї ігрової кар'єри.
Протягом 2013—2014 років був орендований клубом «Тун».
До складу клубу «Торіно» приєднався 2014 року. Відтоді встиг відіграти за туринську команду 58 матчів в національному чемпіонаті.
На правах оренди в 2017 перейшов до команди «Атланта Юнайтед», після трьох матчів його контракт викупили в італійців. Наразі за американський клуб він провів 66 матчів.

## Виступи за збірні
2011 року залучався до складу молодіжної збірної Венесуели. На молодіжному рівні зіграв у 4 офіційних матчах, забив 2 голи.
2011 року дебютував в офіційних матчах у складі національної збірної Венесуели. Наразі провів у формі головної команди країни 50 матч, забивши 11 голів.
У складі збірної був учасником Кубка Америки 2015 року у Чилі, Кубка Америки 2016 року у США, Кубка Америки 2019 року в Бразилії.
| Дата       | Місто                      | Господарі      | Результат | Гості      | Турнір                          | Голи | Примітки  |
| ---------- | -------------------------- | -------------- | --------- | ---------- | ------------------------------- | ---- | --------- |
| 07-08-2011 | Вашингтон                  | Сальвадор      | 2 – 1     | Венесуела  | товариський матч                | -    | 76'       |
| 11-08-2011 | Маямі                      | Гондурас       | 2 – 0     | Венесуела  | товариський матч                | -    | 79'       |
| 23-12-2011 | Кабударе                   | Венесуела      | 0 – 2     | Коста-Рика | товариський матч                | -    | 73'       |
| 15-08-2012 | Саппоро                    | Японія         | 1 – 1     | Венесуела  | товариський матч                | -    | 60'       |
| 12-09-2012 | Асунсьйон                  | Парагвай       | 0 – 2     | Венесуела  | Відбір до ЧС 2014               | -    | 74'       |
| 17-10-2012 | Пуерто-ла-Крус             | Венесуела      | 1 – 1     | Еквадор    | Відбір до ЧС 2014               | -    | 67'       |
| 23-05-2013 | Мерида                     | Венесуела      | 2 – 1     | Сальвадор  | товариський матч                | 1    | 72'       |
| 07-06-2013 | Ла-Пас                     | Болівія        | 1 – 1     | Венесуела  | Відбір до ЧС 2014               | -    |           |
| 15-08-2013 | Сан-Кристобаль (Венесуела) | Венесуела      | 2 – 2     | Болівія    | товариський матч                | 1    |           |
| 07-09-2013 | Сантьяго                   | Чилі           | 3 – 0     | Венесуела  | Відбір до ЧС 2014               | -    |           |
| 11-09-2013 | Пуерто-ла-Крус             | Венесуела      | 3 – 2     | Перу       | Відбір до ЧС 2014               | -    | 75'       |
| 11-10-2013 | Сан-Кристобаль (Венесуела) | Венесуела      | 1 – 1     | Парагвай   | Відбір до ЧС 2014               | -    | 54' 70'   |
| 05-09-2014 | Пучхон                     | Південна Корея | 3 – 1     | Венесуела  | товариський матч                | -    | 56'       |
| 09-09-2014 | Йокогама                   | Японія         | 2 – 2     | Венесуела  | товариський матч                | -    | 80'       |
| 19-11-2014 | Ла-Пас                     | Болівія        | 3 – 2     | Венесуела  | товариський матч                | -    | 81'       |
| 27-03-2015 | Монтего-Бей                | Ямайка         | 2 – 1     | Венесуела  | товариський матч                | -    | 46'       |
| 01-04-2015 | Форт-Лодердейл             | Перу           | 0 – 1     | Венесуела  | товариський матч                | 1    | 55' 64'   |
| 19-06-2015 | Вальпараїсо                | Перу           | 1 – 0     | Венесуела  | Кубок Америки з футболу 2015    | -    | 73'       |
| 21-06-2015 | Сантьяго                   | Бразилія       | 2 – 1     | Венесуела  | Кубок Америки з футболу 2015    | -    | 46'       |
| 04-09-2015 | Пуерто-Ордас               | Венесуела      | 0 – 3     | Гондурас   | товариський матч                | -    | 69'       |
| 08-10-2015 | Пуерто-Ордас               | Венесуела      | 0 – 1     | Парагвай   | Відбір до ЧС 2018               | -    | 74'       |
| 17-11-2015 | Пуерто-Ордас               | Венесуела      | 1 – 3     | Еквадор    | Відбір до ЧС 2018               | 1    | 54'       |
| 25-03-2016 | Ліма                       | Перу           | 2 – 2     | Венесуела  | Відбір до ЧС 2018               | -    | 70'       |
| 30-03-2016 | Баринас                    | Венесуела      | 1 – 4     | Чилі       | Відбір до ЧС 2018               | -    |           |
| 25-05-2016 | Панама (місто)             | Панама         | 0 – 0     | Венесуела  | товариський матч                | -    | 79'       |
| 28-05-2016 | Сан-Хосе (Коста-Рика)      | Коста-Рика     | 2 – 1     | Венесуела  | товариський матч                | -    |           |
| 02-06-2016 | Форт-Лодердейл             | Гватемала      | 1 – 1     | Венесуела  | товариський матч                | -    | 71'       |
| 05-06-2016 | Чикаго                     | Ямайка         | 0 – 1     | Венесуела  | Копа Америка 2016 - 1-й етап    | 1    | 77'       |
| 10-06-2016 | Філадельфія                | Уругвай        | 0 – 1     | Венесуела  | Копа Америка 2016 - 1-й етап    | -    | 16'       |
| 14-06-2016 | Х'юстон                    | Мексика        | 1 – 1     | Венесуела  | Копа Америка 2016 - 1-й етап    | -    | 65'       |
| 19-06-2016 | Фоксборо (Массачусетс)     | Аргентина      | 4 – 1     | Венесуела  | Копа Америка 2016 - чвертьфінал | -    | 80'       |
| 1-9-2016   | Барранкілья                | Колумбія       | 2 – 0     | Венесуела  | Відбір до ЧС 2018               | -    |           |
| 7-9-2016   | Мерида                     | Венесуела      | 2 – 2     | Аргентина  | Відбір до ЧС 2018               | 1    | 78'       |
| 7-10-2016  | Монтевідео                 | Уругвай        | 3 – 0     | Венесуела  | Відбір до ЧС 2018               | -    | 61'       |
| 12-10-2016 | Мерида                     | Венесуела      | 0 – 2     | Бразилія   | Відбір до ЧС 2018               | -    |           |
| 11-11-2016 | Матурин                    | Венесуела      | 5 – 0     | Болівія    | Відбір до ЧС 2018               | 3    | 71'       |
| 15-11-2016 | Кіто                       | Еквадор        | 3 – 0     | Венесуела  | Відбір до ЧС 2018               | -    |           |
| 23-3-2017  | Матурин                    | Венесуела      | 2 – 2     | Перу       | Відбір до ЧС 2018               | -    | 59'       |
| 31-8-2017  | Сан-Кристобаль             | Венесуела      | 0 – 0     | Колумбія   | Відбір до ЧС 2018               | -    | 55'       |
| 5-9-2017   | Буенос-Айрес               | Аргентина      | 1 – 1     | Венесуела  | Відбір до ЧС 2018               | -    | 82'       |
| 5-10-2017  | Сан-Кристобаль             | Венесуела      | 0 – 0     | Уругвай    | Відбір до ЧС 2018               | -    | 69'       |
| 10-10-2017 | Асунсьйон                  | Парагвай       | 0 – 1     | Венесуела  | Відбір до ЧС 2018               | -    | 25' - 77' |
| 7-9-2018   | Маямі-Ґарденс              | Венесуела      | 1 – 2     | Колумбія   | товариський матч                | -    | 68'       |
| 16-11-2018 | Ойта                       | Японія         | 1 – 1     | Венесуела  | товариський матч                | -    | 66'       |
| 20-11-2018 | Доха                       | Іран           | 1 – 1     | Венесуела  | товариський матч                | -    | 73'       |
| 22-3-2019  | Мадрид                     | Аргентина      | 1 – 3     | Венесуела  | товариський матч                | 1    | 72'       |
| 5-6-2019   | Атланта                    | Мексика        | 3 – 1     | Венесуела  | товариський матч                | -    | 46'       |
| 9-6-2019   | Цинциннаті                 | США            | 0 – 3     | Венесуела  | товариський матч                | -    | 61'       |
| 18-6-2019  | Салвадор                   | Бразилія       | 0 – 0     | Венесуела  | Копа Америка 2019 - 1-й етап    | -    | 85'       |
| 22-6-2019  | Белу-Оризонті              | Болівія        | 1 – 3     | Венесуела  | Копа Америка 2019 - 1-й етап    | 1    | 73'       |
| Усього     |                            | Матчів         | 50        |            | Голів                           | 11   |           |